# Macrobiotus ragonesei
Macrobiotus ragonesei är en djurart som tillhör fylumet trögkrypare, och som beskrevs av Binda, Pilato, Moncada och Napolitano 200. Macrobiotus ragonesei ingår i släktet Macrobiotus och familjen Macrobiotidae. Inga underarter finns listade i Catalogue of Life.